# Maria Theresia Henriëtte van Oostenrijk-Este

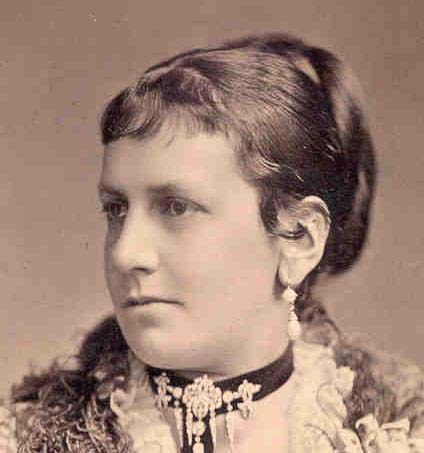
Maria Theresia

Marie Therese Henriette Dorothea (Brno, Tsjechië, 2 juli 1849 — Slot Wildenwart, Frasdorf, Duitsland, 3 februari 1919), aartshertogin van Oostenrijk-Este, was als echtgenote van Lodewijk III koningin van Beieren. Ze was de dochter van Ferdinand Karel van Oostenrijk-Este en Elisabeth Francisca Maria van Oostenrijk. Daarmee was ze een kleindochter van Frans IV van Modena.
Ze trad op 20 februari 1868 te Wenen in het huwelijk met Lodewijk. Na de dood van haar oom Frans V van Modena in 1875 werd ze (als Maria III/IV) jacobitisch pretendent voor de tronen van Engeland, Schotland en Ierland. Ze heeft deze tronen echter nooit daadwerkelijk opgeëist. Na haar dood op 3 februari 1919 ging de pretentie over op haar oudste zoon Rupprecht.
Uit haar huwelijk met Lodewijk III werden de volgende kinderen geboren:

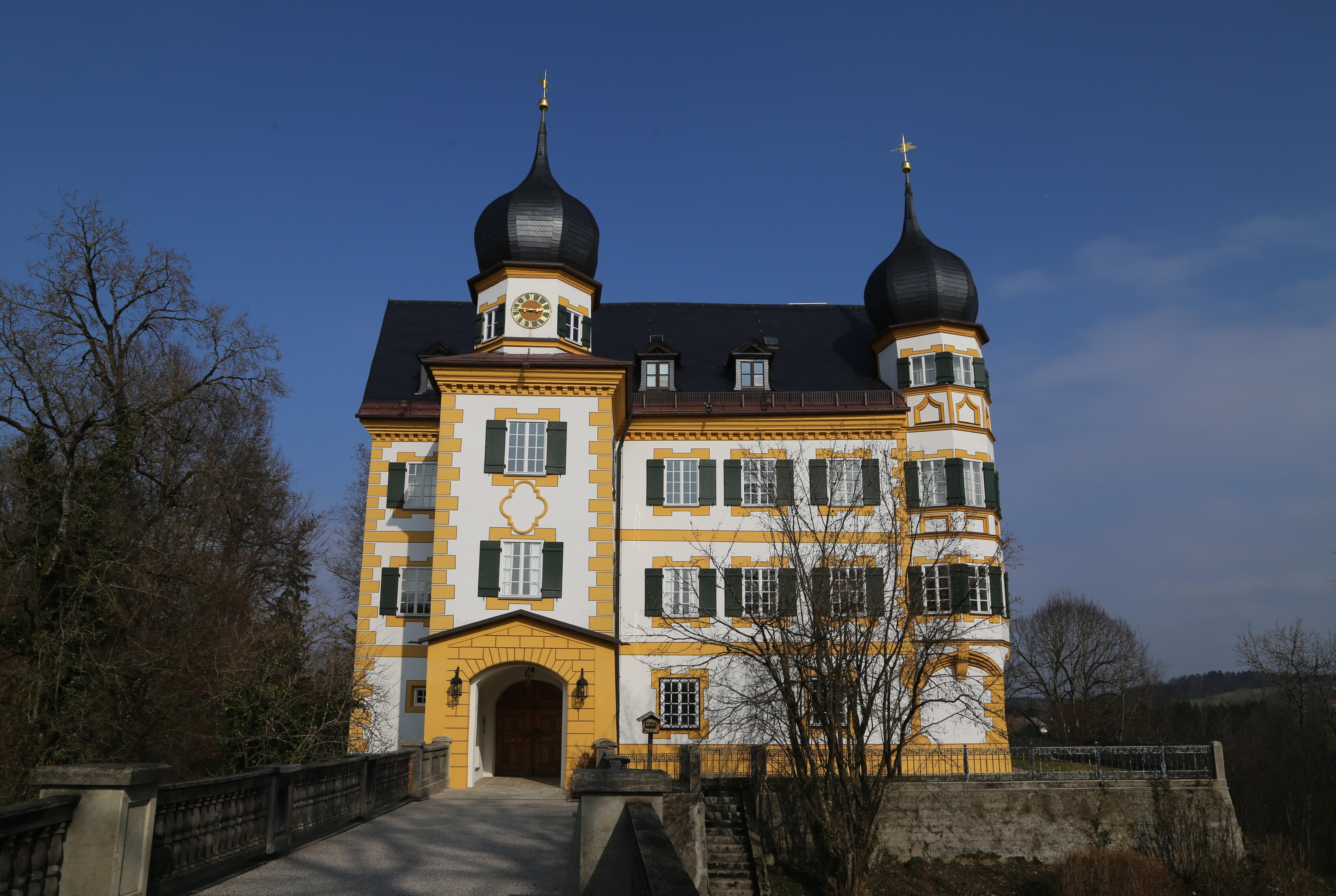
Slot Wildenwart

- Rupprecht Maria Luitpold Ferdinand (18 mei 1869 - 2 augustus 1955), kroonprins
- Adelgunde Marie Augusta Theresia (17 oktober 1870 - 4 januari 1958) ∞ Willem van Hohenzollern
- Maria Ludovika Theresia (6 juli 1872 - 10 juni 1954) ∞ Ferdinand van Bourbon
- Karel Maria Luitpold (1 april 1874 - 9 mei 1927), generaal-majoor in het Beierse leger
- Frans Maria Luitpold (10 oktober 1875 - 25 januari 1957) ∞ Isabella van Croÿ
- Marthilde Theresia Henriette Christine Luitpolda (17 augustus 1877 - 6 augustus 1906) ∞ Lodewijk Gaston van Saksen-Coburg en Gotha
- Wolfgang Maria Leopold (2 juli 1879 -31 januari 1895)
- Hildegarde Maria Christina Theresia (5 maart 1881 - 2 februari 1948), bleef ongehuwd en kinderloos
- Notburga Karolina Maria Theresia (19 maart 1883 - 24 maart 1883)
- Wiltrud Marie Alix (10 november 1884 - 28 maart 1975) ∞ Willem van Urach
- Helmtrudis Marie Amalia (22 maart 1886 - 23 juni 1977)
- Dietlinde Maria Theresia Josepha Adelgunde (2 januari 1888 - 15 februari 1889)
- Gundelinde Maria Josepha (26 augustus 1891 - 16 augustus 1983) ∞ Johann Georg von Preysing-Lichtenegg-Moos